# Lissonota atropos
Lissonota atropos är en stekelart som beskrevs av Otto Schmiedeknecht 1900. Lissonota atropos ingår i släktet Lissonota, och familjen brokparasitsteklar. Inga underarter finns listade.